# 陈家伦
陈家伦（1926年11月—2020年8月3日），男，汉族，江苏镇江人，中国内科学家、内分泌代谢专家，原上海第二医科大学附属瑞金医院教授，上海交通大学医学院附属瑞金医院终身教授。

## 生平
1926年11月（一说10月）出生于湖北汉口，从汉口法汉中学毕业后，考入上海震旦大学医学院。1950年医学博士学位毕业后，在上海广慈医院（即后来的瑞金医院）工作，师从邝安堃教授。
1950年代开始进行内科学、内分泌代谢病学研究。1957年参与发现第一例原发性醛固酮增多症。1979年任上海市内分泌研究所副所长，1984年任所长。
2020年8月3日16时10分在上海交通大学医学院附属瑞金医院逝世。

## 社会兼职
曾任中华医学会内分泌学会主任委员、《中华内分泌代谢杂志》《内科理论与实践》总编辑。

## 奖项和荣誉
2005年获上海市卫生系统第十届“银蛇奖”特别荣誉奖。2009年获颁中华医学会内分泌病学分会终身成就奖。

## 家庭
妻子许曼音（1923年－2014年），毕业于震旦大学医学院，与他一样是内科医师，长期从事内分泌医学研究与临床工作。
其子陈竺亦从事医学工作，曾任卫生部部长、全国人大常委会副委员长、中国农工民主党中央委员会主席等职。

## 出版物
- 陈家伦 (编). . 上海: 上海科学技术出版社. 2011. ISBN 978-7-5323-9993-2.
- 邝安坤; 陈家伦 (编). . 上海: 上海科学技术出版社. 1979.